# Cartas del vidente
Las Cartas del vidente (en francés "Lettres du voyant") son el nombre que la historia literaria le ha dado a dos cartas escritas por Arthur Rimbaud en mayo de 1871, en las que desarrollaba una dura crítica a la poesía occidental desde la antigüedad y defiende el surgimiento de una nueva razón poética.
La primera (y la más corta) de estas dos cartas fue escrita el 13 de mayo de 1871 y dirigida a Georges Izambard, el exprofesor de Rimbaud en Charleville. El facsímil de esta carta fue publicada por primera vez, por iniciativa del destinatario, en octubre de 1928 en la Revue européenne. Esta carta contiene el poema El corazón atormentado (Le Cœur supplicié).
La segunda carta del vidente fue remitida el 15 de mayo de 1871 al poeta Paul Demeny, a quien Rimbaud le confió unos meses antes una copia de sus poemas antes de publicarlos. Su contenido fue revelado al público por Paterne Berrichon en octubre de 1912 en La Nouvelle Revue Française. Contiene los poemas Canto de guerra parisino (Chant de guerre parisien), Mis pequeñas enamoradas (Mes petites amoureuses) y Acuclillamientos (Accroupissements).

## "Yo soy otro" y el "desarreglo de todos los sentidos"
Por haber sido ambas cartas escritas al parecer en un corto periodo de tres días, en ambos textos aparece la célebre frase "Je est un autre" ("Yo es otro"). En la del 13 de mayo, el poeta dice:

"Je est un autre. Tant pis pour le bois qui se trouve violon, et Nargue aux inconscients, qui ergotent sur ce qu’ils ignorent tout à fait !" ("Yo soy otro. Tanto peor para la madera que se descubre violín, ¡y mofa contra los inconscientes, que pontifican sobre lo que ignoran por completo!").

Y en la del 15 de mayo, Rimbaud expresa:

"Car Je est un autre. Si le cuivre s’éveille clairon, il n’y a rien de sa faute" ("Porque Yo soy otro. Si el cobre se despierta convertido en corneta, la culpa no es en modo alguno suya").

Además, en ambas cartas, Rimbaud formula su innovadora poética basada en lo que él designó como el "dérèglement de tous les sens" ("desarreglo de todos los  sentidos"). En la del 13 de mayo dice:

"Maintenant, je m’encrapule le plus possible. Pourquoi ? je veux être poète, et je travaille à me rendre voyant : vous ne comprendrez pas du tout, et je ne saurais presque vous expliquer. Il s’agit d’arriver à l’inconnu par le dérèglement de tous les sens" ("Por el momento, lo que hago es encanallarme todo lo posible. ¿Por qué? Quiero ser poeta y me estoy esforzando en hacerme Vidente: ni va usted a comprender nada, ni apenas si yo sabré expresárselo. Ello consiste en alcanzar lo desconocido por el desarreglo de todos los sentidos").

En la del 15 de mayo, finalmente Rimbaud expresa:

"Je dis qu’il faut être voyant, se faire voyant. Le Poète se fait voyant par un long, immense et raisonné dérèglement de tous les sens" ("Digo que hay que ser vidente, hacerse vidente. El poeta se hace vidente por un largo, inmenso y razonado desarreglo de todos los sentidos").